# 达姆斯哈根
达姆斯哈根是德国梅克伦堡-前波莫瑞州的一个市镇。总面积38.43平方公里，总人口1331人，其中男性674人，女性657人（2011年12月31日），人口密度35人/平方公里。